# Peso colombiano
Il peso è la valuta della Repubblica di Colombia. Il codice ISO 4217 è COP; il simbolo è "$", informalmente indicato anche come "COL$".

## Storia
Il peso è la valuta corrente della Colombia dal 1836. In quella data sostituì il real con un cambio di 1 peso = 8 reales. Nel 1847 la Colombia decimalizzò la moneta e il peso fu suddiviso in 10 reales, ognuno pari a 10 decimos de reales. Il real cambiò nome in decimo nel 1853, anche se l'ultima moneta con il nome di real fu battuta nel 1880. L'attuale sistema con 100 centavos fu introdotto agli inizi degli anni 1860 sulle banconote, ma non fu usato sulle monete fino al 1872.
Nel 1871 la Colombia aderì al gold standard, agganciando il valore del peso al franco francese con un rapporto di 1 peso = 5 franchi. Questo legame fu mantenuto fino al 1886. Dal 1888 l'inflazione relativa alla stampa della carta-moneta (emessa dal "Banco Nacional" e denominata in peso moneda corriente) ne causò il deprezzamento rispetto alla moneta metallica. Nel 1904 il Tesoro assunse il controllo sull'emissione delle banconote. Nel 1907 il valore del peso fu agganciato alla sterlina britannica con un tasso di cambio pari a 5 pesos = 1 sterlina e il rapporto tra il valore delle monete e quello della carta-moneta fu fissato a 100 pesos moneda corriente = 1 peso monetario. Tra il 1907 e il 1914 furono coniate monete denominate in "pesos p/m" (papel/moneda), di valore pari a quello dei pesos cartacei. Nel 1910 la "Junta de Conversion" incominciò a stampare banconote e nel 1915 fu introdotta una nuova denominazione cartacea, il peso oro. Questo aveva lo stesso valore delle monete metalliche e sostituì le vecchie banconote in pesos con un cambio di 100 vecchi pesos cartacei = 1 peso oro. Nel 1931, quando il Regno Unito abbandonò il gold standard, la Colombia passò a un rapporto fisso con il dollaro USA al cambio di 1,05 pesos = 1 dollaro, con una leggera svalutazione rispetto al cambio precedente.
Anche se non apparve mai sulle monete, la carta-moneta colombiana continuò a essere emessa con la denominazione in pesos oro fino al 1993, quando la parola "oro" fu eliminata. Dal 2001, il Senato colombiano ha discusso in merito alla eventuale ridenominazione del peso con introduzione di una nuova valuta di valore pari a 1.000 vecchi pesos. Questo progetto non è ancora stato adottato.

## Monete
Tra il 1837 e il 1839 la Repubblica di Nuova Granada introdusse monete d'argento da ¼, ½, 1, 2 e 8 reales e monete d'oro da 1, 2 e 16 pesos. Queste monete furono essenzialmente la continuazione di quelle coniate prima del 1837 a nome della Repubblica di Colombia, con le denominazioni in escudos sostituite da quelle in pesos. Nel 1847 la valuta fu decimalizzata e furono introdotte monete in rame da ½ e 1 "decimo de real" e monete in argento da 1, 2, 8 e 10 reales. A queste si aggiunsero le monete da ¼ e ½ real nel 1849 e 1850. Nel 1853 furono introdotte monete d'argento da ½ e 1 decimo e monete in oro da 10 pesos, seguite da quelle da 2 decimos nel 1854 e da 1 peso nel 1855, entrambe in argento. Nel 1856 si aggiunse la moneta da 5 pesos, in oro.
Tra il 1859 e il 1862 furono coniate dalla Confederazione grenadina monete in argento da ¼, ½ e 2 reales, ¼, ½ e 1 decimo e 1 peso. Furono anche coniate monete in oro da 1, 2, 5, 10 e 20 pesos. Gli Stati Uniti di Colombia emisero monete in argento da 1 decimo e 1 peso nel 1861.
Dal 1862 furono coniate le monete a nome degli Stati Uniti di Colombia. Vennero emesse monete d'argento da ¼, ½, 1, 2 e 5 decimos e da 1 peso, insieme con monete d'oro da 1, 2, 5, 10 e 20 pesos. Con l'introduzione del centavo nel 1872, furono coniate monete in argento da 2½, 5, 10, 20 e 50 centavos, seguite da monete in cupro-nichel da 1¼ centavos nel 1874 e da 2½ centavos nel 1881.
Nel 1886 il nome del paese divenne Repubblica di Colombia. Le prime emissioni furono monete in cupro-nichel da 5 centavos. Esclusa la moneta in argento da 50 centavos (chiamata anche 5 decimos) emessa tra il 1887 e il 1889, non ci furono altri tagli fino al 1897, quando furono introdotte le monete in argento da 10 e 20 centavos. Monete in argento da 5 centavos furono emesse nel 1902.
Nel 1907, in seguito alla stabilizzazione della carta-moneta, furono immesse in circolazione monete in cupro-nichel da 1, 2 e 5 pesos p/m, la cui produzione proseguì fino al 1916. Nel 1913, dopo che il peso fu agganciato alla sterlina, furono introdotte monete d'oro da 2½ e 5 pesos, che avevano lo stesso peso e composizione della mezza-sovrana e della sovrana. Fu anche emessa la moneta da 10 pesos nel 1919 e nel 1924, mentre le monete da 2½ e 5 pesos furono coniate rispettivamente fino al 1929 e al 1930.
Nel 1918 le monete da 1, 2 e 5 pesos p/m furono sostituite da monete da 1, 2 e 5 centavos di pari peso e composizione. Nel 1942 furono introdotte monete in bronzo da 1 e 5 centavos, seguite nel 1948 da quella da 2 centavos, sempre in bronzo. Tra il 1952 e il 1958 il cupro-nichel sostituì l'argento nelle monete da 10, 20 e 50 centavos.
Nel 1967 furono introdotte monete in acciaio ricoperto di rame da 1 e 5 centavos, insieme con monete in acciaio ricoperto di nichel da 10, 20 e 50 centavos e monete in cupro-nichel da 1 peso; quella da 2 centavos uscì di produzione nel 1960. Nel 1977 furono introdotte monete in bronzo da 2 pesos. Tra il 1978 e il 1981 terminò la produzione delle monete da 1, 5, 10, 20 e 50 centavos e da 1 peso, mentre monete in bronzo-alluminio da 20 centavos furono battute nel 1979 e 1980.
Valori più elevati furono immessi negli anni successivi in seguito all'inflazione. La moneta da 5 pesos fu introdotta nel 1986, quella da 100 pesos nel 1992, quella da 200 pesos nel 1994, quella da 500 pesos nel 1993 e quella da 1 000 pesos nel 1996. Tuttavia, a causa dell'elevato numero di falsificazioni, la moneta da 1 000 pesos circolò poco e nel 2002 è stata ritirata.
| Monete in circolazione (da 2012) | Monete in circolazione (da 2012) | Monete in circolazione (da 2012) | Monete in circolazione (da 2012) | Monete in circolazione (da 2012) | Monete in circolazione (da 2012) | Monete in circolazione (da 2012)                                              | Monete in circolazione (da 2012)                                   | Monete in circolazione (da 2012)                                               |
| Immagine                         | Immagine                         | Valore                           | Parametri tecnici                | Parametri tecnici                | Parametri tecnici                | Parametri tecnici                                                             | Descrizione                                                        | Descrizione                                                                    |
| Rovescio                         | Diritto                          | Valore                           | Diametro                         | Spessore                         | Massa                            | Composizione                                                                  | Rovescio                                                           | Diritto                                                                        |
| -------------------------------- | -------------------------------- | -------------------------------- | -------------------------------- | -------------------------------- | -------------------------------- | ----------------------------------------------------------------------------- | ------------------------------------------------------------------ | ------------------------------------------------------------------------------ |
|                                  |                                  | 50 pesos                         | 17 mm                            | 1,3 mm                           | 2,0 g                            | rame, nichel, zinco                                                           | L'orso dagli occhial, il suo nome popolare, e il nome scientifico. | Valore, confina con le parole "Repubblica di Colombia" e l'anno di coniazione. |
|                                  |                                  | 100 pesos                        | 20,3 mm                          | 1,55 mm                          | 3,34 g                           | cuprallumini 92% rame 6% alluminio 2% nichel                                  | Il frailejón, il suo nome popolare, e il nome scientifico.         | Valore, confina con le parole "Repubblica di Colombia" e l'anno di coniazione. |
|                                  |                                  | 200 pesos                        | 22,4 mm                          | 1,7 mm                           | 4,61 g                           | 65% rame 20% zinco 15% nichel                                                 | L'ara scarlatta, il suo nome popolare, e il nome scientifico.      | Valore, confina con le parole "Repubblica di Colombia" e l'anno di coniazione. |
|                                  |                                  | 500 pesos                        | 23,7 mm                          | 2 mm                             | 7,14 g                           | Corona: 65% rame 20% zinco 15% nichel Nucleo: 92% rame 6% alluminio 2% nichel | La rana di vetro, il suo nome popolare, e il nome scientifico.     | Valore, confina con le parole "Repubblica di Colombia" e l'anno di coniazione. |
|                                  |                                  | 1 000 pesos                      | 26,7 mm                          |                                  | 9,95 g                           | Corona: 92% rame 6% alluminio 2% nichel Nucleo: 65% rame 20% zinco 15% nichel | La tartaruga comune, il suo nome popolare, e il nome scientifico.  | Valore, confina con le parole "Repubblica di Colombia" e l'anno di coniazione. |

| Monete in circolazione | Monete in circolazione | Monete in circolazione | Monete in circolazione | Monete in circolazione | Monete in circolazione | Monete in circolazione                                                        | Monete in circolazione | Monete in circolazione |
| Immagine               | Immagine               | Valore                 | Parametri tecnici      | Parametri tecnici      | Parametri tecnici      | Parametri tecnici                                                             | Descrizione | Descrizione            |
| Rovescio               | Diritto                | Valore                 | Diametro               | Spessore               | Massa                  | Composizione                                                                  | Diritto | Rovescio               |
| ---------------------- | ---------------------- | ---------------------- | ---------------------- | ---------------------- | ---------------------- | ----------------------------------------------------------------------------- | --- | ---------------------- |
|                        |                        | $5                     |                        |                        |                        |                                                                               | Stemma della Colombia; intorno, le parole "República de Colombia" | Indicazione del valore |
|                        |                        | $10                    |                        |                        |                        |                                                                               | Stemma della Colombia; intorno, le parole "República de Colombia" | Indicazione del valore |
|                        |                        | $20                    | 17,2 mm                | 1,15 mm                | 2,00 g                 | 70% rame 30% zinco                                                            | Simón Bolívar; intorno, le parole "República de Colombia" | Indicazione del valore |
|                        |                        | $50                    | 21,0 mm                | 1,30 mm                |                        |                                                                               | Stemma della Colombia; intorno, le parole "República de Colombia" | Indicazione del valore |
|                        |                        | $100                   | 23,0 mm                | 1,55 mm                | 5,31 g                 | 92% rame 6% alluminio 2% nichel                                               | Stemma della Colombia; intorno, le parole "República de Colombia" | Indicazione del valore |
|                        |                        | $200                   | 24,4 mm                | 1,70 mm                | 7,08 g                 | 65% rame 20% zinco 15% nichel                                                 | Disegno quimbaya | Indicazione del valore |
|                        |                        | $500                   | 23,5 mm                | 2,00 mm                | 7,43 g                 | nucleo: 92% rame 6% alluminio 2% nichel corona: 65% rame 20% zinco 15% nichel | Albero Guacari, per riconoscere gli sforzi della popolazione di Guacari (Valle del Cauca) nel conservare l'ambiente; intorno, le parole "República de Colombia" (in alto) e "El arbol de Guacari" (in basso) | Indicazione del valore |

Tutte le monete hanno nella parte inferiore del rovescio l'anno di coniazione.

## Banconote
Nei primi anni 1860 il "Tesor Jeneral de los Estados Unidos de Nueva Granada" emise banconote in tagli da 20 centavos, 1, 2, 3, 10, 20 e 100 pesos; il valore era anche espresso in reales. Nel 1863 furono introdotte banconote degli "Estados Unidos de Colombia" da 5, 10 e 20 centavos, 1, 2, 5, 10, 20 e 50 pesos.
Nel 1881 il "Banco Nacional" introdusse banconote da 20 centavos, 1, 5, 10, 20, 50 e 100 pesos. A queste seguirono quelle da 50 centavos nel 1882 e da 10 centavos nel 1885. Le banconote da 1 000 pesos furono introdotte nel 1895 e quelle da 500 nel 1900. Nel 1904 il Tesoro incominciò direttamente la produzione di carta-moneta emettendo banconote da 1, 2, 5, 10, 25, 50 e 100 pesos, seguite da quelle da 1 000 pesos nel 1908. Nel 1910 la "Junta de Conversion" introdusse banconote da 50 e 100 pesos, seguite da quelle da 1, 2, 5 e 10 pesos nel 1915.
Nel 1923 il "Banco de la Republica" assunse il controllo sulla produzione di carta-moneta e introdusse banconote denominate in pesos oro. Le prime furono emissioni provvisorie, sovrastampate su precedenti biglietti della "Casa de Moneda de Medallin", in tagli da 2½, 5, 10 e 20 pesos. Seguirono emissioni regolari da 1, 2, 5, 10, 50, 100 e 500 pesos oro. Le banconote da 20 pesos furono introdotte nel 1927.
Nel 1932 e nel 1941 furono emessi certificati per 1 e 5 pesos plata (peso-argento), anche se continuavano a essere prodotte banconote da 5 e 10 pesos oro. Banconote del Tesoro da 5 e 10 pesos oro furono emesse nel 1938, seguite da quelle da ½ peso oro tra il 1948 e il 1953. Banconote da ½ peso oro furono anche prodotte dal "Banco de la Republica" nel 1943 tagliando a metà quelle da 1 peso.
Il "Banco de la Republica" introdusse banconote da 200 e 1 000 pesos oro rispettivamente nel 1974 e nel 1979. La produzione di banconote da 1 e 2 pesos oro cessò nel 1977, quella dei 10 pesos oro nel 1980, quella dei 5 pesos oro nel 1981, quella dei 20 pesos nel 1983 e quella dei 50 pesos nel 1986.
Le banconote da 500 pesos oro sono state introdotte nel 1986 e quelle da 10 000 sono seguite nel 1992. La produzione dei 100 pesos oro è terminata nel 1991, quella dei 200 nel 1992 e quella dei 500 nel 1993. Dal 1993 la parola "oro" è stata eliminata. La banconota da 20 000 pesos è stata introdotta nel 1996 e quella da 50 000 pesos nel 2000.
Il 17 novembre 2006 le banconote da 1 000 e 2 000 pesos sono state ridisegnate dalla banca centrale in dimensioni più piccole (da 70x140 a 65x130 mm) in considerazione del fatto che tali biglietti devono essere continuamente sostituiti in conseguenza dell'intenso utilizzo.
| Banconote in circolazione (da 2016) | Banconote in circolazione (da 2016) | Banconote in circolazione (da 2016) | Banconote in circolazione (da 2016) | Banconote in circolazione (da 2016) | Banconote in circolazione (da 2016)                 |
| Immagine                            | Immagine                            | Valore                              | Dimensioni                          | Descrizione                         | Descrizione                                         |
| Fronte                              | Retro                               | Valore                              | Dimensioni                          | Fronte                              | Retro                                               |
| ----------------------------------- | ----------------------------------- | ----------------------------------- | ----------------------------------- | ----------------------------------- | --------------------------------------------------- |
|                                     |                                     | $2 000                              | 128 × 66 mm                         | Débora Arango                       | Caño Cristales                                      |
|                                     |                                     | $5 000                              | 133 × 66 mm                         | José Asunción Silva                 | Il páramo colombiani                                |
|                                     |                                     | $10 000                             | 138 × 66 mm                         | Virginia Gutiérrez                  | Regione Amazzonica                                  |
|                                     |                                     | $20 000                             | 143 × 66 mm                         | Alfonso López Michelsen             | Regione di La Mojana e il sombrero vueltiao         |
|                                     |                                     | $50 000                             | 148 × 66 mm                         | Gabriel García Márquez              | La Città perduta nella Sierra Nevada de Santa Marta |
|                                     |                                     | $100 000                            | 153 × 66 mm                         | Carlos Lleras Restrepo              | Il Valle de Cocora e la Palma de cera del Quindío   |

| Banconote in circolazione | Banconote in circolazione | Banconote in circolazione | Banconote in circolazione | Banconote in circolazione    | Banconote in circolazione                                                |
| Immagine                  | Immagine                  | Valore                    | Dimensioni                | Descrizione                  | Descrizione                                                              |
| Fronte                    | Retro                     | Valore                    | Dimensioni                | Fronte                       | Retro                                                                    |
| ------------------------- | ------------------------- | ------------------------- | ------------------------- | ---------------------------- | ------------------------------------------------------------------------ |
|                           |                           | $1 000                    | 130 × 65 mm               | Jorge Eliécer Gaitán         | Jorge Eliécer Gaitán (busto) e folla                                     |
|                           |                           | $2 000                    | 130 × 65 mm               | Francisco de Paula Santander | L'entrata della "Casa de la moneda"                                      |
|                           |                           | $5 000                    | 140 × 70 mm               | Jose Asuncion Silva          | Scena notturna in esterno e frammento del poema Nocturno                 |
|                           |                           | $10 000                   | 140 × 70 mm               | Policarpa Salavarrieta       | Piazza principale di Guaduas, luogo di nascita di Policarpa Salavarrieta |
|                           |                           | $20 000                   | 140 × 70 mm               | Julio Garavito Armero        | La Luna, in riferimento al cratere Garavito                              |
|                           |                           | $50 000                   | 140 × 70 mm               | Jorge Isaacs                 | Un paragrafo del racconto "María"                                        |